# Nanologix
Nanologix Corporation s.r.o. je český výrobce ochranných pomůcek. Společnost spolupracuje s Technickou univerzitou v Liberci a zaměřuje se na komercializaci výzkumu a vývoje v oblasti dýchacích masek se společným inspiračním a exspiračním otvorem.

## Historie a zaměření
Společnost byla založena v roce 2004 a sídlí v Českém Jiřetíně. Po vypuknutí pandemie covidu-19 dodala společnost ochranné pomůcky např. Správě Pražského hradu, v rámci české pomoci byly polomasky Nanologix Respira Compact dodány španělské armádě. Produkty společnosti Nanologix byly v květnu 2020 zařazeny mezi exponáty v rámci výstavy Národního Technického Muzea „Děkujeme českým technikům“, která je poděkovaním českým technikům za jejich pomoc při zvládnutí koronavirové krize.